# الوقت هو المال (قول مأثور)

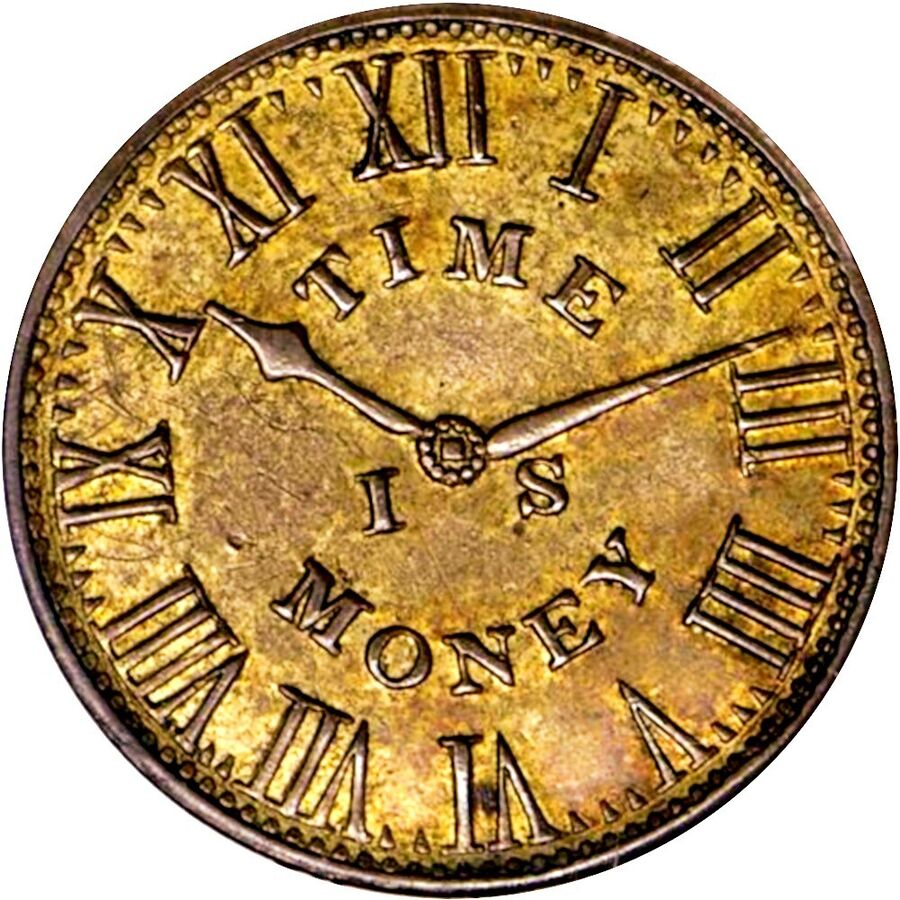
عملة رمزية من عام 1837 مكتوب عليها عبارة "الوقت هو المال".

الوقت هو المال (بالإنجليزية: Time is money)‏ هو قول مأثور يُزعم أنه نشأ في مقال "نصيحة إلى تاجر شاب"، بقلم بنجامين فرانكلين ظهر في كتاب جورج فيشر عام 1748، المعلم الأمريكي: أو أفضل رفيق شاب، حيث كتب فرانكلين: "تذكر أن الوقت هو المال."

لا تنسى أن الوقت يعدُّ مالاً. فإذا كان شخصٌ يستطيع كسب عشرة شيلن يوميًا من خلال جهده في العمل، ويقضي نصف يومه في الخروج للترفيه أو الجلوس عاطلاً عن العمل، فإنه يفقد الفرصة لتحقيق المال الذي كان بإمكانه كسبه في ذلك الوقت. وعليه، لا يجب أن ينظر إلى هذا الأمر على أنه نفقة بسيطة فقط، حيث أن الشخص فعليًا يفقد أو يضيع ما يقارب خمسة شيلن إضافية بسبب هدر الوقت فيما لا يُنتج.
ومع ذلك، فإن هذه العبارة كانت بالفعل موجودة في الطبعة عام 1719 في صحيفة حزب الويج ذا فري ثنكر: "عبثاً تحاول زوجته أن توضح له أن الوقت هو المال..."
عبارة "الوقت هو المال" تهدف إلى التأكيد على التكلفة المالية للكسل، من خلال إشارتها إلى أنه عندما يدفع الأجر على أساس الوقت المخصص للعمل، فإن تقليل الوقت الذي لا يُنجز فيه يقلل أيضًا من الكمية المالية التي تفقد في الأنشطة الأخرى.